# Ǵoko Zajkov
Ǵoko Zajkov (in macedone Ѓоко Зајков?; Skopje, 10 febbraio 1995) è un calciatore macedone, difensore dell'Ajman e della nazionale macedone.

## Carriera

### Club
Dal 2012 al 2014 gioca 51 partite segnando anche 3 gol nella massima serie macedone con la maglia del Rabotnički.
Nel 2014 si trasferisce alla squadra francese del Rennes. In seguito gioca nella prima divisione belga con il Charleroi ed in quella bulgara con il Levski Sofia.

### Nazionale
Dopo aver giocato con le selezioni macedoni Under-17, Under-18, Under-19 e Under-20, nel 2013 debutta nelle qualificazioni per gli Europei Under-21 con la maglia della Macedonia Under-21, con cui nel 2017 gioca gli Europei di categoria.
Ha debuttato con la maglia della nazionale maggiore il 2 giugno 2016 nell'amichevole persa 3-1 contro l'Iran.
Ha segnato il suo primo gol in nazionale l'11 ottobre 2020, nel pareggio per 3-3 contro l'Estonia, valido per la Nations League 2020-2021.
Nel 2021 viene convocato per gli Europei con la nazionale maggiore, ma non scenderà mai in campo.

## Statistiche

### Cronologia presenze e reti in nazionale
| Cronologia completa delle presenze e delle reti in nazionale ― Macedonia del Nord | Cronologia completa delle presenze e delle reti in nazionale ― Macedonia del Nord | Cronologia completa delle presenze e delle reti in nazionale ― Macedonia del Nord | Cronologia completa delle presenze e delle reti in nazionale ― Macedonia del Nord | Cronologia completa delle presenze e delle reti in nazionale ― Macedonia del Nord | Cronologia completa delle presenze e delle reti in nazionale ― Macedonia del Nord | Cronologia completa delle presenze e delle reti in nazionale ― Macedonia del Nord | Cronologia completa delle presenze e delle reti in nazionale ― Macedonia del Nord |
| Data                                                                              | Città                                                                             | In casa                                                                           | Risultato                                                                         | Ospiti                                                                            | Competizione                                                                      | Reti                                                                              | Note                                                                              |
| --------------------------------------------------------------------------------- | --------------------------------------------------------------------------------- | --------------------------------------------------------------------------------- | --------------------------------------------------------------------------------- | --------------------------------------------------------------------------------- | --------------------------------------------------------------------------------- | --------------------------------------------------------------------------------- | --------------------------------------------------------------------------------- |
| 2-6-2016                                                                          | Skopje                                                                            | Macedonia                                                                         | 1 – 3                                                                             | Iran                                                                              | Amichevole                                                                        | -                                                                                 | 45’                                                                               |
| 2-9-2017                                                                          | Haifa                                                                             | Israele                                                                           | 0 – 1                                                                             | Macedonia                                                                         | Qual. Mondiali 2018                                                               | -                                                                                 | 90’                                                                               |
| 6-10-2017                                                                         | Torino                                                                            | Italia                                                                            | 1 – 1                                                                             | Macedonia                                                                         | Qual. Mondiali 2018                                                               | -                                                                                 | 75’                                                                               |
| 9-10-2017                                                                         | Strumica                                                                          | Macedonia                                                                         | 4 – 0                                                                             | Liechtenstein                                                                     | Qual. Mondiali 2018                                                               | -                                                                                 | 56’                                                                               |
| 11-11-2017                                                                        | Skopje                                                                            | Macedonia                                                                         | 2 – 0                                                                             | Norvegia                                                                          | Amichevole                                                                        | -                                                                                 |                                                                                   |
| 23-3-2018                                                                         | Adalia                                                                            | Finlandia                                                                         | 0 – 0                                                                             | Macedonia                                                                         | Amichevole                                                                        | -                                                                                 | 90’                                                                               |
| 27-3-2018                                                                         | Malatya                                                                           | Azerbaigian                                                                       | 1 – 1                                                                             | Macedonia                                                                         | Amichevole                                                                        | -                                                                                 | 81’                                                                               |
| 13-10-2018                                                                        | Skopje                                                                            | Macedonia                                                                         | 4 – 1                                                                             | Liechtenstein                                                                     | UEFA Nations League 2018-2019 - 1º turno                                          | -                                                                                 |                                                                                   |
| 16-10-2018                                                                        | Erevan                                                                            | Armenia                                                                           | 4 – 0                                                                             | Macedonia                                                                         | UEFA Nations League 2018-2019 - 1º turno                                          | -                                                                                 | 76’                                                                               |
| 10-10-2019                                                                        | Skopje                                                                            | Macedonia del Nord                                                                | 2 – 1                                                                             | Slovenia                                                                          | Qual. Euro 2020                                                                   | -                                                                                 | 82’ 90’                                                                           |
| 16-11-2019                                                                        | Vienna                                                                            | Austria                                                                           | 2 – 1                                                                             | Macedonia del Nord                                                                | Qual. Euro 2020                                                                   | -                                                                                 | 45’                                                                               |
| 19-11-2019                                                                        | Skopje                                                                            | Macedonia del Nord                                                                | 1 – 0                                                                             | Israele                                                                           | Qual. Euro 2020                                                                   | -                                                                                 | 72’                                                                               |
| 11-10-2020                                                                        | Tallinn                                                                           | Estonia                                                                           | 3 – 3                                                                             | Macedonia del Nord                                                                | UEFA Nations League 2020-2021 - 1º turno                                          | 1                                                                                 |                                                                                   |
| 14-10-2020                                                                        | Skopje                                                                            | Macedonia del Nord                                                                | 1 – 1                                                                             | Georgia                                                                           | UEFA Nations League 2020-2021 - 1º turno                                          | -                                                                                 |                                                                                   |
| 12-11-2020                                                                        | Tbilisi                                                                           | Georgia                                                                           | 0 – 1                                                                             | Macedonia del Nord                                                                | Qual. Euro 2020                                                                   | -                                                                                 | 89’                                                                               |
| 15-11-2020                                                                        | Skopje                                                                            | Macedonia del Nord                                                                | 2 – 1                                                                             | Estonia                                                                           | UEFA Nations League 2020-2021 - 1º turno                                          | -                                                                                 | 85’                                                                               |
| 18-11-2020                                                                        | Nicosia                                                                           | Armenia                                                                           | 1 – 0                                                                             | Macedonia del Nord                                                                | UEFA Nations League 2020-2021 - 1º turno                                          | -                                                                                 |                                                                                   |
| 8-10-2021                                                                         | Vaduz                                                                             | Liechtenstein                                                                     | 0 – 4                                                                             | Macedonia del Nord                                                                | Qual. Mondiali 2022                                                               | -                                                                                 | 76’                                                                               |
| 14-11-2021                                                                        | Skopje                                                                            | Macedonia del Nord                                                                | 3 – 1                                                                             | Islanda                                                                           | Qual. Mondiali 2022                                                               | -                                                                                 | 89’                                                                               |
| 12-6-2022                                                                         | Skopje                                                                            | Macedonia del Nord                                                                | 4 – 0                                                                             | Gibilterra                                                                        | UEFA Nations League 2022-2023 - 1º turno                                          | -                                                                                 |                                                                                   |
| 23-9-2022                                                                         | Tbilisi                                                                           | Georgia                                                                           | 2 – 0                                                                             | Macedonia del Nord                                                                | UEFA Nations League 2022-2023 - 1º turno                                          | -                                                                                 |                                                                                   |
| 26-9-2022                                                                         | Skopje                                                                            | Macedonia del Nord                                                                | 0 – 1                                                                             | Bulgaria                                                                          | UEFA Nations League 2022-2023 - 1º turno                                          | -                                                                                 |                                                                                   |
| 23-3-2023                                                                         | Skopje                                                                            | Macedonia del Nord                                                                | 2 – 1                                                                             | Malta                                                                             | Qual. Euro 2024                                                                   | -                                                                                 | 90’                                                                               |
| 16-6-2023                                                                         | Skopje                                                                            | Macedonia del Nord                                                                | 2 – 3                                                                             | Ucraina                                                                           | Qual. Euro 2024                                                                   | -                                                                                 |                                                                                   |
| 19-6-2023                                                                         | Manchester                                                                        | Inghilterra                                                                       | 7 – 0                                                                             | Macedonia del Nord                                                                | Qual. Euro 2024                                                                   | -                                                                                 | 57’                                                                               |
| 9-9-2023                                                                          | Skopje                                                                            | Macedonia del Nord                                                                | 1 – 1                                                                             | Italia                                                                            | Qual. Euro 2024                                                                   | -                                                                                 |                                                                                   |
| 12-9-2023                                                                         | Ta' Qali                                                                          | Malta                                                                             | 0 – 2                                                                             | Macedonia del Nord                                                                | Qual. Euro 2024                                                                   | -                                                                                 | 77’                                                                               |
| 25-3-2024                                                                         | Boztepe                                                                           | Montenegro                                                                        | 1 – 0                                                                             | Macedonia del Nord                                                                | Amichevole                                                                        | -                                                                                 | 77’                                                                               |
| 3-6-2024                                                                          | Fiume                                                                             | Croazia                                                                           | 3 – 0                                                                             | Macedonia del Nord                                                                | Amichevole                                                                        | -                                                                                 |                                                                                   |
| 10-6-2024                                                                         | Hradec Králové                                                                    | Rep. Ceca                                                                         | 2 – 1                                                                             | Macedonia del Nord                                                                | Amichevole                                                                        | -                                                                                 | 71’ 72’                                                                           |
| 10-9-2024                                                                         | Skopje                                                                            | Macedonia del Nord                                                                | 2 – 0                                                                             | Armenia                                                                           | UEFA Nations League 2024-2025 - 1º turno                                          | -                                                                                 | 44’, 45+4’                                                                        |
| 13-10-2024                                                                        | Erevan                                                                            | Armenia                                                                           | 0 – 2                                                                             | Macedonia del Nord                                                                | UEFA Nations League 2024-2025 - 1º turno                                          | -                                                                                 |                                                                                   |
| 14-11-2024                                                                        | Skopje                                                                            | Macedonia del Nord                                                                | 1 – 0                                                                             | Lettonia                                                                          | UEFA Nations League 2024-2025 - 1º turno                                          | -                                                                                 | 55’                                                                               |
| 17-11-2024                                                                        | Skopje                                                                            | Macedonia del Nord                                                                | 1 – 0                                                                             | Fær Øer                                                                           | UEFA Nations League 2024-2025 - 1º turno                                          | -                                                                                 |                                                                                   |
| 22-3-2025                                                                         | Vaduz                                                                             | Liechtenstein                                                                     | 0 – 3                                                                             | Macedonia del Nord                                                                | Qual. Mondiali 2026                                                               | -                                                                                 |                                                                                   |
| 25-3-2025                                                                         | Skopje                                                                            | Macedonia del Nord                                                                | 1 – 1                                                                             | Galles                                                                            | Qual. Mondiali 2026                                                               | -                                                                                 | 61’                                                                               |
| 6-6-2025                                                                          | Skopje                                                                            | Macedonia del Nord                                                                | 1 – 1                                                                             | Belgio                                                                            | Qual. Mondiali 2026                                                               | -                                                                                 |                                                                                   |
| 9-6-2025                                                                          | Astana                                                                            | Kazakistan                                                                        | 0 – 1                                                                             | Macedonia del Nord                                                                | Qual. Mondiali 2026                                                               | -                                                                                 |                                                                                   |
| Totale                                                                            |                                                                                   | Presenze                                                                          | 38                                                                                |                                                                                   | Reti                                                                              | 1                                                                                 |                                                                                   |

## Palmarès

### Club

#### Competizioni nazionali
- Campionato macedone: 1

Rabotnički: 2013-2014
- Coppa di Macedonia: 1

Rabotnički: 2013-2014